# You Can Dance
You Can Dance è il primo album di remix della cantautrice statunitense Madonna, pubblicato il 18 di novembre del 1987 dalla Sire Records. Contiene i remix delle canzoni dei suoi primi tre album in studio: Madonna (1983), Like a Virgin (1984) e True Blue (1986). Contiene inoltre una canzone inedita, Spotlight. Negli anni Ottanta i remix erano un concetto nuovo e tecnologico, per mezzo del quale una particolare frase poteva copiarsi senza limite, ripetersi, frammentarsi, diminuire il suo tono, si poteva aggiungere l'eco e cambiare le chiavi. Madonna si interessò a questo processo e affermò che odiava quando qualcun altro remixava le sue canzoni, e voleva farlo lei stessa.
Per questo disco la cantante collaborò con un suo amico ed ex collaboratore, John Jellybean Benitez, e Patrick Leonard, produttore di True Blue. I remix di You Can Dance furono realizzati con tecniche particolari: i passaggi strumentali vennero allungati per aumentare il tempo per ballare, furono ripetute alcune frasi con l'aggiunta di echi e suoni stereofonici. In alcuni punti si sentono solo le percussioni, e in altri l'Hi-hat mantiene il ritmo.
La copertina dell'album mostra ancora l'interesse di Madonna per la cultura ispanica. Qui Madonna indossa un abito da torero con un corpetto di pizzo, un bolero ricamato e una cintura con fronzoli. Jeri Heiden, che realizzò il progetto fotografico di True Blue, adattò le fotografie per la copertina dell'album. Il servizio fotografico fu realizzato da Herb Ritts, e mostra ancora una volta Madonna con i capelli biondo platino.
All'interno, il disco contiene un poster e le note sono scritte con inchiostro d'oro. Le note indicano la durata di ogni traccia per sottolineare la differenza tra il remix e la canzone originale. Brian Chin, giornalista di Rolling Stone, scrisse le note dell'album e spiegò il processo di rimescolamento e il motivo per cui furono scelti quei brani.
Dopo la sua pubblicazione, You Can Dance ricevette critiche miste: alcuni critici notarono come alcune canzoni, tra le più conosciute, avessero ora una struttura completamente nuova, ideale per essere suonate ad una festa.
Il disco fu un successo commerciale ed ottenne un disco di platino dalla Recording Industry Association of America. Inoltre giunse alle prime dieci posizioni in Francia, Italia, Giappone, Paesi Bassi, Nuova Zelanda, Norvegia e Regno Unito.

## Descrizione
Madonna si rivolse al suo amico ed ex collaboratore John "Jellybean" Benitez per lavorare sui remix, cercando inoltre l'aiuto di Patrick Leonard, che aveva prodotto, insieme a lei, True Blue. Insieme hanno scelto le sei tracce da includere nell'album, ovvero Holiday, Everybody e Physical Attraction, contenute nell'album Madonna (1983); Into the Groove e Over and Over contenute nell'album Like a Virgin (1984); e, infine, Where's The Party contenuta nell'album True Blue. Madonna ha poi aggiunto un brano inedito, chiamato Spotlight. Scritta da Madonna, Stephen Bray e Curtis Hudson, Spotlight è stata originariamente registrata per l'album True Blue, ma è stata poi omessa dall'album perché la cantante sentiva che la canzone era molto simile per composizione e struttura a Holiday. Nella produzione della canzone, Madonna affermò di essersi ispirata alla canzone Everybody Is a Star (1970) del gruppo rock statunitense Sly & the Family Stone.
Il disco è mixato in modo da non avere nessuna pausa tra una canzone e l'altra (ad eccezione dei bonus), quasi a voler sottolineare l'impronta prettamente dance della raccolta. Una soluzione, tra l'altro, che verrà adottata anche 18 anni dopo, per la versione CD dell'album in studio Confessions on a Dance Floor della cantante.
La prima canzone dell'album, Spotlight inizia con il suono dei tamburi, del synth, accompagnato dal suono degli applausi. Madonna canta la frase "Spotlight, Shine Bright". Dopo la prima strofa, il suono della tastiera si sente durante il ritornello. Continua nello stesso modo anche nella seconda strofa, seguita da una parentesi nel quale le voci fanno eco a un segmento di pianoforte e violino. Madonna segue la melodia del pianoforte e canta le parole "Pa-da-da-da-pappa pappa pa pa" alla stessa velocità.
Con il testo Madonna dice al suo pubblico che "ognuno è una stella" e che se uno vuole essere famoso e stare "sotto i riflettori" dovrebbe cantare e forse un giorno si avvererà.
La seconda traccia è Holiday. Benitez affermò che aveva sempre avuto il desiderio di farne un remix.  Egli accentuò il suono della chitarra nella pista, aggiunse un intermezzo di pianoforte e una sezione intermedia con solo percussioni.
Il remix di Everybody inizia con quattro replicazioni del gancio. Come per Holiday, la sezione centrale di Everybody comprende un intermezzo di percussioni e con il sintetizzatore sullo sfondo. Si aggiunsero degli eco alla parola "dance" mentre la velocità diminuisce verso l'intermezzo, mentre Madonna ripetendo la frase "get up and do your thing" che si estende fino ad introdurre il brano successivo, Physical Attraction. Questa traccia inizia con l'arrangiamento originale fino all'ottava media, in cui cambia la composizione. Al termine della canzone si ascolta un suono che sfuma per far posto a Over and Over.
Il remix di Into the Groove presenta un overdubs con ripetizione continua della frase "c'mon".
Il primo verso non inizia se non dopo 90 secondi di remix. Dopo aver cantato la prima volta il verso: "Now I know You're mine", troviamo un intermezzo di percussioni, e si ripete la frase "step to the beat" e la frase "c'mon". L'ultimo verso incorpora echi, con una sovrapposizione di frasi. La canzone si conclude con strumentazioni che danno alla canzone uno stile simile alla musica messicana.
Dal punto di vista dei formati promo, esistono delle versioni dell'album con i 7 brani (senza dub version) in versione EDIT e non uniti tra loro, alcune anche commercializzate, come ad esempio un'edizione brasiliana del 1988. Questi formati hanno come sottotitolo o sono denominati come "SINGLE EDITS" o "REMIX EDITS". L'unica traccia inedita di You Can Dance è Spotlight. Per promuovere il disco è stata diffusa la canzone Where's the Party, traccia dell'album True Blue. L'album raggiunse la posizione numero 1 in Italia e Canada. Con oltre 6 milioni di copie vendute You Can Dance è il secondo album di remix più venduto nel mondo, dietro a Blood on the Dance Floor: HIStory in the Mix di Michael Jackson.
Secondo alcune voci, il nome dell'album è stato scelto in base al fatto che il cugino di secondo grado di Madonna non sapesse ballare.
Il disco contiene anche Physical Attraction, traccia dell'album Madonna pubblicata come singolo solo in Brasile.

## Tracce
1. Spotlight – 6:24 (Madonna, Stephen Bray, Curtis Hudson)
2. Holiday – 6:32 (Curtis Hudson, Lisa Stevens)
3. Everybody – 6:43 (Madonna)
4. Physical Attraction – 6:20 (Reggie Lucas)
5. Over and Over – 7:11 (Madonna, Stephen Bray)
6. Into the Groove – 8:26 (Madonna, Stephen Bray)
7. Where's the Party – 7:16 (Madonna, Stephen Bray, Patrick Leonard)

Tracce bonus dell'edizione CD
1. Holiday (Dub Version) – 6:56 (Curtis Hudson, Lisa Stevens)
2. Into the Groove (Dub Version) – 6:23 (Madonna, Stephen Bray)
3. Where's the Party (Dub Version) – 6:20 (Madonna, Stephen Bray, Patrick Leonard)

### Edizione musicassetta
1. Spotlight – 6:24
2. Holiday – 6:32
3. Everybody – 6:43
4. Physical Attraction – 6:20
5. Spotlight (Dub Version) – 4:50
6. Holiday (Dub Version) – 6:56
7. Over and Over – 7:11
8. Into the Groove – 8:26
9. Where's the Party – 7:16
10. Over and Over (Dub Version) – 6:45
11. Into the Groove (Dub Version) – 6:23

Durata totale: 73:46

### You Can Dance (Single Edits of Album Remixes)[28]
1. Spotlight (Single Edit) – 4:33
2. Holiday (Single Edit) – 4:14
3. Everybody (Single Edit) – 4:36
4. Physical Attraction (Single Edit) – 3:55
5. Over and Over (Single Edit) – 3:57
6. Into the Groove (Single Edit) – 4:48
7. Where's the Party (Single Edit) – 4:12

Durata totale: 30:15

## Formazione
- Madonna – voce e produzione
- Michael Barbiero – produttore
- John Benitez – produttore, remixing, sequencing
- Stephen Bray – produttore
- Bruce Forest – produttore
- Frank Heller – produttore, remixing
- Mark Kamins – produttore
- Patrick Leonard – produttore
- Reggie Lucas – produttore
- Michael Ostin – produttore
- Shep Pettibone – produttore, record editing, remixing
- Nile Rodgers – produttore
- Steve Thompson – produttore, audio mixing
- David Cole – keyboard
- Glenn Rosenstein – Ingegnere del suono
- Michael Hutchinson – remixing
- Jay Mark – remixing
- Jeri Heiden – art direction, coverart design
- Herb Ritts – coverart photographer
- Brian Chin – liner notes

## Classifiche

### Classifiche settimanali
| Classifica (1987-89) | Posizione massima |
| -------------------- | ----------------- |
| Argentina            | 7                 |
| Australia            | 13                |
| Austria              | 13                |
| Brasile              | 4                 |
| Canada               | 9                 |
| Europa               | 3                 |
| Finlandia            | 6                 |
| Francia              | 2                 |
| Germania             | 13                |
| Giappone             | 5                 |
| Islanda              | 5                 |
| Italia               | 1                 |
| Norvegia             | 5                 |
| Nuova Zelanda        | 5                 |
| Paesi Bassi          | 3                 |
| Regno Unito          | 5                 |
| Singapore            | 2                 |
| Spagna               | 16                |
| Stati Uniti          | 14                |
| Svezia               | 10                |
| Svizzera             | 11                |
| Uruguay              | 7                 |

| Classifica (1992-2022) | Posizione massima |
| ---------------------- | ----------------- |
| Danimarca              | 69                |
| Italia                 | 84                |
| Scozia                 | 59                |
| Ungheria               | 29                |

### Classifiche di fine anno
| Classifica (1987) | Posizione |
| ----------------- | --------- |
| Paesi Bassi       | 75        |
| Francia           | 26        |
| Regno Unito       | 43        |
| Classifica (1988) | Posizione |
| Canada            | 81        |
| Europa            | 39        |
| Stati Uniti       | 82        |